# Filetage unifié
 (novembre 2023).
Si vous disposez d'ouvrages ou d'articles de référence ou si vous connaissez des sites web de qualité traitant du thème abordé ici, merci de compléter l'article en donnant les références utiles à sa vérifiabilité et en les liant à la section « Notes et références ».
Le filetage unifié (UTS en Anglais pour Unified Thread Standard) est un filet ayant un pas défini dans le système impérial, usuellement en pouces, contrairement au filet ISO dont le pas est défini dans le système métrique, usuellement en millimètres. Il est défini par une norme ANSI.

## Que signifient les sigles UN, UNC, UNF, UNEF, UNS, BSC?
- UN veut dire « Unified National »
- UNC veut dire « Unified National Coarse » (gros filet)
- UNF veut dire « Unified National Fine » (filet fin)
- UNEF veut dire « Unified National Extra Fine » (filet extra fin)
- UNS veut dire « Unified National Special » (filet dont le pas n'est pas standard)
- BSC veut dire « British Standard Cycle », c'est un profil à 60° à pas fin utilisé sur des diamètres exprimés en pouces, avec des pas propres à l'industrie du cycle.

## Que signifie le J dans UNJ, UNJC, UNJF, UNJEF?
Les filetages UNJ, UNJC, UNJF et UNJEF sont presque identiques aux filetages UN, UNC, UNF et UNEF. La différence est que le filetage de la vis a un rayon de fond de filet beaucoup plus grand. Cette modification est destinée à diminuer les concentrations de contraintes. Ces filetages sont utilisés par exemple dans l'aéronautique. Attention, le sommet du filetage de l'écrou est plus court. On peut donc visser une vis « normale » dans un écrou « J », mais pas une vis « J » dans un écrou « normal ».
http://www.ring-plug-thread-gages.com/ti-UNJ-vs-UN.htm

## Classes de filets

### Les classes
Les filetages unifiés sont repartis en trois classes : 1 pour les filetages nécessitant un jeu important (facilité d'assemblage, environnement boueux, etc), 3 pour les fabrications à jeu réduit, les plus répandus étant en classe 2.
Le classement est défini selon le diamètre à mi-hauteur de filet, et se contrôle généralement avec un calibre à limites « passe-passe pas ». L'indice de classe est suivi d'une lettre représentant le genre de filetage : A pour le filetage extérieur (« vis »), B pour le filetage intérieur (« écrou »). Les filetages sont à droite par défaut, les filetages à gauches étant spécifiés LH (pour left hand).

### Classes désignant l'ajustement du filet
La classe de filet « 1 » est celle dont l'ajustement est le plus lâche. Elle convient généralement pour des assemblages très manipulés et où la friction doit être limitée.
Pour un filet « 1/2-13 UNC 1A » :
- diamètre nominal de la vis : 1/2" soit 0,500 po
- diamètre majeur de la vis : de 0,482  à   0,499 pouce (po)
- diamètre nominal de l'écrou : 0,500 po
- diamètre primitif de la vis : de 0,441 à 0,449 po
- diamètre primitif de l'écrou : de 0,450 à 0,457 po
- ajustement : entre 0,001 et 0,016 po

La classe de filet « 2 » convient à un usage général. Les tolérances sont généralement plus serrées.
Pour un filet « 1/2-13 UNC 2A » :
- diamètre nominal de la vis : 1/2" soit 0,500 po
- diamètre majeur de la vis : de 0,487  à   0,499 pouce (po)
- diamètre nominal de l'écrou : 0,500 pouce (po)
- diamètre primitif de la vis : de 0,444 à 0,449 po
- diamètre primitif de l'écrou : de 0,450 à 0,457 po
- jeu : entre 0,001 po et 0,013 po

la classe de filet « 3 » est pour un ajustement plus précis, généralement utilisé en aviation. Toujours pour le filet 1/2-13 UNC, pour la classe 3A, le jeu diamétral va de 0,001 à 0,004 po.

## Le diamètre de vis
Dans l'exemple précédent soit « 1/2-13 UNC », nous avons vu que le diamètre extérieur vaut quelques millièmes de moins que 1/2" (diamètre nominal) pour les classes 1 et 2, c'est le jeu. Dans le cas de la classe 3, remarquez que le jeu est moindre.

## Le pas du filet
Encore dans l'exemple du filet « 1/2-13 UNC », « 13 » vaut simplement le nombre de tours que doit faire l'écrou sur la vis pour parcourir 1 pouce. Donc on en conclut que le pas vaut 1/13 de pouce soit 0,07692 po. Dans la norme Unified National, sur un diamètre 1/2, le pas standard vaut 13, et 20 dans le pas fin. Il n'y a pas de UNEF et UNS pour ce diamètre de vis.

## La forme du filet

### L'angle
Dans le cas du filet Unifié, l'angle du filet vaut 60 degrés, cet angle de pression garantit une force relativement élevée, ainsi qu'une friction modérée et une fabrication facile.

### Les plats
Bien qu'on nomme ce type de filets « filets triangulaires », ils ne sont pas rigoureusement des triangles juxtaposés : les arêtes saillantes sont tronquées (à plat), pour éviter les coupures lors des manipulations, et les angles rentrants à fond de filets sont remplacés par des arcs de cercles, ce qui facilite l'usinage et diminue les concentrations de contraintes (amorces de ruptures).

#### La valeur du plat
Sur le filet unifié, dans le cas de la vis, le plat extérieur est la surface de l'ébauche avant filetage. De même pour l'écrou, il est obtenu dès le perçage, et n'est généralement pas retouché. L'arête la plus dangereuse, celle de la vis, est tronquée d'un quart du pas longitudinal (pas de la vis divisé par le nombre de filets), celle de l'écrou étant deux fois moindre. Les congés de fond de filet ont la même longueur nominale que le segment qu'ils reçoivent.

## Mesurer un filet unifié
Pour mesurer un filet Unifié il y a plusieurs méthodes.
- Micromètre à filet
- Piges a filet
- Calibre à limites « entre-n'entre pas » aussi appelé « Go-NoGo »

### Micromètre à filet
Le micromètre à filet est un outil de mesure très précis. Il ressemble grossièrement à une presse en C, mais dont une graduation est fixée à l'outil. Il a 2 pointes, l'une a un "V" et l'autre a un cône. Il suffit d'asseoir le micromètre sur la vis, et de le serrer pour prendre la lecture. La mesure prise est le diamètre primitif ou diamètre sur flanc. Remarquez que le micromètre à filet ne peut mesurer l'écrou.

### Piges à filet
Un jeu de piges à filet comporte des tiges d'un diamètre donné en lot de trois. On doit asseoir deux piges dans le filet d'un côté, et une troisième à l'opposé, au centre. Par la suite on place un micromètre (à pointes plates) sur le dessus des piges. On obtient alors la « cote sur piges ».
Pour connaitre le diamètre sur flancs ou le primitif (qui est en fait la raison pour laquelle on mesure), on soustrait à la cote sur piges : 0,86603 × P – 3 × W.
P désigne le pas, et W le diamètre des piges.
Pour savoir quelles piges utiliser pour mesurer il y a une seule règle à respecter : la pige doit s'asseoir dans le flanc.
Alors on doit utiliser la formule suivante pour savoir si l'on peut utiliser une pige :
- 0,9 × P donne le diamètre de la pige maximal
- 0,36 × P donne le diamètre de la pige minimal

Complément :
1. Le diamètre de la pige en contact du filet, au niveau du diamètre sur flanc, est égal au Pas / 2 × cos(60°). Donc le diamètre de la pige est égal à 0,577 × P.
2. Dans ce cas, le diamètre sur flanc d2 est égal à la cote sur piges moins 1,5 × le diamètre de la pige puisqu'il suffit d'enlever le rayon de la pige, puis le rayon × sin(30°), puis le rayon × sin(30°), et enfin le rayon.

### Le calibre «Entre-n'entre pas»
Ce calibre à limites ne donne pas de mesure précise mais indique seulement si le filet est dans la tolérance de la norme. Il est le plus commode pour contrôler un écrou. Cet outil consiste en deux vis, l'une à la cote maximale et l'autre à la cote minimale. Si le côté « Go » n'entre pas, le filetage est trop serré, si le côté « No Go » entre et se visse, le filetage est trop lâche. On peut utiliser le même principe pour vérifier une vis.